# Коронел-Маседу
Коронел-Маседу (порт. Coronel Macedo) — муниципалитет в Бразилии, входит в штат Сан-Паулу. Составная часть мезорегиона Итапетининга. Входит в экономико-статистический микрорегион Итапева. Население составляет 5470 человек на 2006 год. Занимает площадь 304,505 км². Плотность населения — 18,0 чел./км².

## История
Город основан 21 марта 1965 года.

## Статистика
- Валовой внутренний продукт на 2003 составляет 60 169 857,00 реалов (данные: Бразильский институт географии и статистики).
- Валовой внутренний продукт на душу населения на 2003 составляет 10 890,47 реала (данные: Бразильский институт географии и статистики).
- Индекс развития человеческого потенциала на 2000 составляет 0,711 (данные: Программа развития ООН).

## География
Климат местности: субтропический. В соответствии с классификацией Кёппена, климат относится к категории Cfb.